# KLEMS
KLEMS — экономический стандарт, в соответствии с которым исследуемые объекты управления анализируются по таким интегральным параметрам как капитал (K), труд (L), энергетика (E), материалы (M) и услуги (S), в т.ч. их интегральным параметрам эффективности, ёмкости, затрат.

## Экономический смысл
KLEMS определяет сумму капитала и труда как добавленную стоимость (K+L=VA (Value added)), а сумму по энергетике, материалам и услугам как материальные затраты на входе (E+M+S=II (Intermediate inputs)), при этом сумма добавленной стоимости и материальных затрат определяет валовый выпуск (VA+II=GO (Gross Output)). Показатель демонстрирует структуру экономики производства, а дисперсионный анализ показателей KLEMS во времени при анализе степени достоверности статистических данных позволяет делать обоснованные экономические выводы.

## История и практика использования
Первая конференция по мировому KLEMS была проведена в августе 2010 года в Гарвардском университете.
Стандарт KLEMS используется в европейских странах.